# 신오사카역
신오사카역(新大阪駅, Shin-Ōsaka-Eki)은 일본 오사카부 오사카시 요도가와구에 있는 오사카 메트로 (오사카시 고속 전기궤도)·서일본 여객철도 (JR 서일본)·도카이 여객철도 (JR 도카이)의 철도역이다.

## 개요
오사카에 있어서 신칸센의 대표역으로, 도카이도 신칸센·산요 신칸센의 기·종점으로, 모든 열차가 정차한다. 오사카시의 중심부인 우메다 지구로부터는 약 3km정도 떨어져 있으며, 오사카역까지는 도카이도 본선 (JR 교토 선)의 경우에는 1역, 우메다역까지는 오사카 메트로 미도스지선으로 3역 정도 떨어져있다. 또, 신칸센에 접속하여 호쿠리쿠 지방, 산인 지방, 난키 지방, 간사이 국제 공항 등에의 재래선 특급 열차도 다수 정차·발착하고 있다.
JR 역은 JR의 특정 도·구·시내 제도에 따라서 오사카 시내의 역에 속해 있다.
JR 서일본 및 지하철 역의 경우는 모두 ICOCA, PiTaPa를 사용할 수 있으며, 각각 상호 이용 가능한 교통계 IC 카드에도 대응하고 있다. 신칸센에서는 EX서비스(EX예약·스마트EX)로 예약을 하고, 교통계 IC카드 등록을 하면 이용 가능하다.

## 이용 가능 철도 노선
- 오사카시 고속 전기궤도
  - 미도스지 선 M13
- 서일본 여객철도 (JR 서일본)
  - 산요 신칸센 - 도카이도 신칸센과 직결 운행 (사실상의 일체화)
  - 산요 신칸센 - 규슈 신칸센과 직결 운행
  - JR 교토 선(도카이도 본선)
  - 도카이도 본선 화물 지선 (우메다 화물선)
    - 오사카 순환선 경유로 한와 선등에 직통하는 경우 등에 사용한다. 오사카역을 경유하지는 않지만, 영업 거리는 오사카역을 경유하는 것으로 계산된다.
- 도카이 여객철도 (JR 도카이)
  - 도카이도 신칸센 - 산요 신칸센과 직결 운행 (사실상의 일체화)
- 규슈 여객철도 (JR 규슈)
  - 규슈 신칸센 - 산요 신칸센과 직결 운행

## 역 구조

### 오사카시 고속 전기궤도
미도스지선의 역은 서측으로 신칸센 역과 직교하며, 신 미도스지의 중앙 분리 지대에 위치한 섬식 1면 2선 플랫폼의 고가역이다. 고가역이지만, 선로를 포함해 모두 지붕이 씌워져 있다. 에사카 역·센리추오 역 방면으로는 Y자의 회차용 선로기 존재하여, 덴노지역 방면의 열차가 시발한다. 예전에는 야간에는 유치선로로써 사용되었으나, 1990년부터 나카쓰행의 열차를 연장하는 형식으로 낮시간대에도 신오사카행이 다수 발착되고 있다 (원래는 국제 화초 박람회 기간동안에만 실시할 예정이었으나, 많은 호평을 얻어 기간 종료 이후에도 연장 운전을 계속해, 현재는 야간까지 확대하였다).
2020년 4월 역 리뉴얼 완료

#### 승강장
| 1 | ■ 오사카 메트로 미도스지선 (하행) | 우메다·난바·덴노지·나카모즈 방면 |
| 2 | ■ 오사카 메트로 미도스지선 (상행) | 에사카·미노오카야노 방면         |

### 서일본 여객철도·도카이 여객철도 (JR)
플랫폼 번호는 JR 서일본 관할부에서는 '승강장', JR 도카이 관할부에서는 '번선'이라고 안내, 표기하므로 여기에서도 그대로 따른다.
3층에는 개찰구와 콩코스(역 구내의 중앙홀), 2층에는 상점가와 지하철역과 연결된 환승통로가 있다. 11 - 18번 승강장은 재래선 플랫폼 (지상), 20 - 26번선이 신칸센 플랫폼 (4층)이며, 1 - 10번 승강장 및 19번 승강장은 없다. 단, 신칸센 플랫폼은 1985년 20번선이 신설되기 전까지는 1 - 6번선이었다.
재래선 플랫폼은 JR서일본 관할으로, 섬식 4면 8선 플랫폼으로 구성된 지상역이다. 플랫폼은 남북 방향으로 뻗어있으며, 동서 방향으로 뻗은 신칸센 플랫폼과 교차하고 있다. 17, 18번 승강장에는 에스컬레이터가 없는 대신에 엘리베이터가 설치되어 있다. 재래선과 지하철과는 거리가 있기 때문에 환승 편리성은 좋지 않다.
'하루카'·'구로시오'는 간사이 공항·난키 지방 방면으로 가는 경우(하행)나 교토로 가는 경우(상행)에는 11번 승강장에서 발차하므로, 환승을 잘못하는 일이 없도록 주의해야 한다.
18번 승강장의 동쪽에는 넓은 공간이 있지만, 여기는 역이 개업할 때부터 오사카히가시 선 전용의 용지였다. 바로 위의 콩코스에도 계단 등을 설치하기 위한 공간이 마련되어 있다.
신칸센 플랫폼은 JR 도카이의 관할로, 섬식 3면 6선 + 단선식 2개로 이뤄진 고가역이다. 플랫폼은 모두 동서 방향으로 뻗어있다. 표시판은 JR도카이의 디자인을 따르고 있지만, 도카이도 신칸센과 산요 신칸센이 서로 만나기 때문에, 'JR 도카이' 표시나 오렌지 색의 JR 마크는 들어가있지 않다. 덧붙여 실제의 경계점은 역 서쪽의 도쿄 기점 518k 202m 지점이다. 여기는 ATC의 상행 제 1장내 진로 및 지상 신호기가 설치되어있다. 20번선으로 회차하는 상행 열차는 여기서부터 하행선을 주행하기 때문에, 산요 신칸센의 편수는 제한받고 있는 상태이다.
하카타 방면에는 상하 본선 사이에 오사카 제1차량소 신오사카 지소가 있다.
JR서일본에서 운행하는 '히카리 레일스타'는 발차 안내시에 '히카리 ○○○호 레일스타'라고 표시되지만, 방송에서는 레일스타가 빠져있다. 또, 신칸센 플랫폼에서는 영어 안내방송이 없다.
산요 신칸센의 '히카리 레일스타'나 '고다마'는 20번선에서 발착하는 일이 많은 탓에, 도카이도 신칸센과의 환승 편리성은 좋지 않다. 또, 콩코스와 20번선의 직접 연결 엘리베이터가 없어, 21, 22번선용의 엘리베이터를 이용, 환승할 필요가 있다.
2006년 2월 22일의 정례회견에서 JR도카이의 사장은 한큐 전철 신오사카 연락선의 용지를 일부분 이용하여 현 26번선의 북측에다가 27번선을 신설함으로써, 신칸센 플랫폼의 하카타 방면에 있는 인상선 두 개를 네 개로 늘릴 의사를 밝혔다. 이에 따라, 운전효율이 향상되어 편수 증강이 가능해질 수 있다. 또, 신칸센 콩코스가 중앙 입구(들어가는 곳 전용), 중앙 출구(나가는 곳 전용)로 나뉘어 있는 것을 두 곳 모두 출입이 가능하도록 2013년까지 개량공사를 할 계획도 밝혔다..
남아 있는 한큐 전철의 소유지는 북측의 현관으로로 활용하는 것  과 동시에 신오사카 연락선 중 면허가 종료된 신오사카 - 주소구간을 요쓰바시 선의 주소 연장 (가칭 니시우메다 - 주소 연락선)에 맞춰서 니시우메다에의 접속 노선으로 정비할 의향을 밝혔다. 단, 이것은 계획이므로 착공과 완성 시기는 미정이다.

#### 승강장
| 재래선 플랫폼      | 재래선 플랫폼                                             | 재래선 플랫폼                                                | 재래선 플랫폼                                |                                        |
| ------------------ | --------------------------------------------------------- | ------------------------------------------------------------ | -------------------------------------------- | -------------------------------------- |
| 11(※)              | □ 간사이 공항 특급 '하루카'                               | □ 간사이 공항 특급 '하루카'                                  | 간사이 공항 방면                             |                                        |
| 11(※)              | □ 간사이 공항 특급 '하루카'                               | □ 간사이 공항 특급 '하루카'                                  | 교토·구사쓰·마이바라 방면                    |                                        |
| 11(※)              | □ 특급 '구로시오 (열차)'                                  | □ 특급 '구로시오 (열차)'                                     | 와카야마·키이타나베·시로하마·신구 방면       |                                        |
| 11(※)              | □ 특급 '구로시오 (열차)'                                  | □ 특급 '구로시오 (열차)'                                     | 교토 행                                      |                                        |
| 11(※)              | ■ 한와 선 직통                                            | ■ 쾌속 (이른 아침 및 심야만)                                 | 와카야마·키이타나베 방면                     |                                        |
| 12                 | □ 특급 '선더버드'                                         | □ 특급 '선더버드'                                            | 후쿠이·가나자와 방면                         |                                        |
| 12                 | □ 특급 '시나노'                                           | □ 특급 '시나노'                                              | 기후·나고야·나가노 방면                      |                                        |
| 12                 | □ 특급 '히다'                                             | □ 특급 '히다'                                                | 다카야마 방면                                |                                        |
| 12                 | □ 특급 '슈퍼 하쿠토'                                      | □ 특급 '슈퍼 하쿠토'                                         | 교토 행                                      |                                        |
| 12                 | □ 특급 '비와코 익스프레스'                                | □ 특급 '비와코 익스프레스'                                   | 교토·구사쓰·마이바라 방면                    |                                        |
| 12                 | ■ JR 교토 선                                              | ■ 쾌속 (평일 아침)·■ 신쾌속 (평일 아침)                      | 다카쓰키·교토·마이바라·오미이마즈 방면       |                                        |
| 12                 | 13                                                        | ■ JR 교토 선                                                 | ■ 보통 (아침만)·■ 쾌속·■ 신쾌속              | 다카쓰키·교토·마이바라·오미이마즈 방면 |
| 12                 | 14                                                        | ■ JR 교토 선                                                 | ■ 보통                                       | 스이타·다카쓰키·교토 방면              |
| 12                 | 15                                                        | ■ JR 고베 선                                                 | ■ 보통                                       | 오사카·산노미야·니시아카시 방면        |
| ■ JR 다카라즈카 선 | 15                                                        | ■ 보통                                                       | 오사카·다카라즈카·신산다 방면                |                                        |
| 16                 | 15                                                        | ■ JR 고베 선                                                 | ■ 보통 (아침만)·■ 쾌속·■ 신쾌속              | 오사카·산노미야·히메지 방면            |
| 16                 | ■ JR 다카라즈카 선                                        | ■ 보통 (평일 아침)                                           | 이타미·다카라즈카·산다 방면                  |                                        |
| 17                 | □ 특급 '슈퍼 하쿠토'                                      | □ 특급 '슈퍼 하쿠토'                                         | 돗토리·구라요시 방면                         |                                        |
| 17                 | □ 특급 선더버드, 시나노, 히다(호쿠리쿠·주부 지방으로부터) | □ 특급 선더버드, 시나노, 히다(호쿠리쿠·주부 지방으로부터)    | 오사카 행                                    |                                        |
| 17                 | ■ JR 고베 선                                              | ■ 쾌속 (아침 일부) ■ 신쾌속 (평일 아침)                      | 오사카·산노미야·히메지 방면                  |                                        |
| 18                 | □ 특급 '기타긴키'                                         | □ 특급 '기타긴키'                                            | 후쿠치야마·기노사키 온천·아마노하시다테 방면 |                                        |
| 18                 | □ 특급 (호쿠리쿠 지방에서의 일부)                         | □ 특급 (호쿠리쿠 지방에서의 일부)                            | 오사카 행                                    |                                        |
| 신칸센 플랫폼      |                                                           |                                                              |                                              |                                        |
| 20 - 22            | ■ 산요 신칸센                                             | ■ '노조미·미즈호·■ '히카리'·히카리 레일스타·사쿠라■ '고다마' | 오카야마역·히로시마·하카타·가고시마추오 방면 |                                        |
| 23 - 27            | ■ 도카이도 신칸센                                         | ■ '노조미'·■ '히카리'·■ '고다마'                             | 나고야·하마마츠·시즈오카·도쿄 방면           |                                        |

- (※) 11번 승강장 발착의 열차는 오사카역을 경유하지 않는다. (우메다 화물선을 경유하는데 이 선로는 오사카역 인근에 우메다 화물역으로 연결된다)

## 이용 현황
- 오사카시 고속 전기궤도 - 1일당 승차 인원은 약 65,622명, 하차 인원은 약 66,954명으로 도합 승하차 인원이 약 132,576명 (2007년 11월 13일)[5].
- 서일본 여객철도 (JR 서일본) - 1일 평균 승차 인원은 약 46,437명 (2006년). JR 서일본 역 중에서는 15위.
- 도카이 여객철도 (JR 도카이) - 1일 평균 승차 인원은 약 64,314명 (2005년). JR 도카이 역 중에서는 3위.

## 역세권 정보
역 주변은 아파트나 사무실 빌딩, 비즈니스 호텔 등의 건물이 늘어선 빌딩가이다. 우메다 시가지 옆의 오사카역 정도는 아니지만, 많은 인파가 드나든다. 하지만 백화점이나 영화관은 없고, 오락, 상업 시설 역시 부족하다.
1990년대 이후, 고층 빌딩이 급증하고 있지만, 모두 높이는 100m 이하로 되어있다. 이것은 역 주변에 오사카 국제공항에 착륙할 때 항공기의 표준 도착 경로에 해당하기 때문에 항공법에 따라 높이를 제한하고 있기 때문이다.
오사카 도심은 물론, 일본 내 각지 (특히 수도권)에서의 편리성이 좋으며, 그에 비해 사무실이나 집의 임대료등이 싸기 때문에, 자연적으로 벤처 기업들이 집적하여, 이른바 '서일본 최고의 벤처 타운' 이라고 불릴 정도이다.
동쪽 출구에는 역 중앙부의 상점가로부터 벗어나 있기 때문에, 인파는 적다.
버스 터미널에서는 오사카 시내는 물론, 일본 내의 각지로 뻗는 버스 노선들이 활발하게 운행되고 있다.

## 역사
1964년 10월의 도카이도 신칸센 개업에 앞서, 미도스지 선의 역이 9월에 개업했다. 당시의 역은, 용지매수가 늦어졌던 까닭에 플랫폼의 남쪽 반 (우메다역 방향)만 완성시켜 개업했던 까닭에 남쪽에 목제 가설 플랫폼을 설치해 유효장을 확보했다. 우메다 측의 상하선과 플랫폼과의 공간이 상당히 벌어져있는 것은 이 가설 플랫폼이 있었던 흔적이다. 신오사카 - 에사카 간의 연장 개업은 1970년으로, 미완성이었던 플랫폼의 북쪽 반을 완성시켜 가설 플랫폼을 철거, 현재의 미도스지 선의 역을 완성했다.
당시 일본국유철도 (현 JR)의 역은, 도쿄 올림픽의 개최에 맞춰 건설되었던 도카이도 신칸센의 기점역으로, 1963년 10월에 완공하여 1964년에 개업하였다. 신칸센의 역이 오사카역에 병설되지 않은 것은, 오사카역 (우메다 지구)부근이 한큐 전철의 우메다 역이라던가, 우메다 화물역 등의 기존 시설이 위치하고 있어 더 이상 재개발의 여지가 부족하였기 때문이었고, 또, 산요 지방에의 연장(산요 신칸센) 계획이 있었던 탓에 요도가와를 두번 건너는 곡선 경로를 피하기 위함이었다.
덧붙여, 이전의 신칸센 계획인 '탄환열차 계획'에서는 1940년에 현 역의 근처인 히가시요도가와역이 그 역할을 담당, '신오사카 역'으로 개칭할 예정이었으나, 이후 도카이도 신칸센 건설 시에 '산요 지방에의 연장 시에 홋포 화물선의 바로 위를 지나는 것이 용지 매수의 필요가 없어 좋다'는 이유로 오사카 부근의 루트가 일부 변경되었던 탓에, 현 위치에 당역이 설치되었다. 이에 따라서 통합하는 형태로 히가시요도가와 역을 폐지하려고 했으나, 지역 주민등의 반대운동에 부딪혀 결국 무산되고 말았다. 때문에, 히가시요도가와 역과의 영업 거리는 0.7km라는 초단거리가 되었다.
당초 오사카히가시 선을 2006년에 전선 개업할 것을 목표로 했지만, 용지 매수 등에 곤란을 겪어 하나텐 - 규호지구간만 선행 개통하였고, 나머지 구간은 2019년 3월 16일에 개업했다.

### 연표
- 1964년
  - 9월 24일 - 오사카 시영 지하철 미도스지 선 신오사카까지 연장 개업.
  - 10월 1일 - 도카이도 신칸센 개업에 따라 신칸센, 도카이도 본선의 역 개업.
- 1970년 2월 24일 - 오사카 시영 지하철 미도스지 선 에사카까지 연장 개업.
- 1972년 3월 15일 - 산요 신칸센 개업.
- 1985년
  - 3월 9일 - 신칸센 20번선 사용개시. 1-6번을 21-26번으로 개칭.
  - 3월 14일 - 신쾌속 정차.
- 1987년 - 일본국유철도 분할 민영화에 따라, 도카이도 신칸센 및 신칸센 개찰구 내는 도카이 여객철도의 관할로, 산요 신칸센 및 재래선, 재래선 개찰구 내는 서일본 여객철도의 관할이 됨.
- 1998년 3월 10일 - 신칸센 자동개찰기 도입.
- 2019년 3월 16일 - 오사카히가시 선 신오사카 - 하나텐간 개업

### 구상
- 한큐 전철 신오사카 연락선 (요쓰바시 선, 니시우메다 - 주소 연락선과 직통) 진입이 구상되어있다.
  - 원래 한큐 전철이 신오사카 연락선 (아와지 - 신오사카 - 주소, 신오사카 - 간자키가와)으로 들어올 예정이었으며, 1961년에 사업 면허를 획득, 일부 용지 매수와 역 구내 등의 준비 공사를 행하였으나 실현되지는 못했다. 2003년에 계획이 재검토 (해당 구간 면허 폐지를 제출)되는 등의 움직임이 있지만, 북측 지구 관련 사업으로 정비할 의향을 표명하였다. 또, 지역의 강한 요망도 있어, 2006년에 '특정 비영리 활동 법인 지역 교통 마을 만들기 협회' 측에서 한큐 버스에 운행을 위탁하는 형태로 신오사카 - 아와지 간의 버스 노선을 개설[6] 했지만 채산성이 악화되어 2008년 3월 31일을 기점으로 운행을 종료하였다[7].
- 나니와스지 선 (시오미바시·JR 난바 - 신오사카 : 미정)의 진입 계획도 구상되어 있다.
- 2008년 11월, JR 도카이 사장 카사이 타카유키가 강연회에서 '도쿄, 나고야, 오사카에서는 신칸센과 리니어 어느 쪽도 환승할 수 있게 만들고 싶다'고 주오 신칸센의 신오사카 진입 의향을 밝힌 것이 미디어에 보도된 적이 있다[8].

## 기타 사항
- JR의 특급 일부와 신쾌속은 예전에는 이 역을 통과했던 적이 있지만, 통과하는 것을 모르고 오승하는 승객이 많았다. 1985년부터 신쾌속이 정차하게 되어, 2009년 현재, 신칸센과의 접속을 중시하여 재래선의 모든 열차가 정차하며, 신오사카 시종착의 열차도 많다. 단, 도쿄 발착의 정기운행의 침대특급 (이른바 블루 트레인)은 2008년에도 전부 통과하였다.
- JR으로 이 역부터 히메지 이후의 역까지 운임은, 히메지역을 경유하는 경우에 한하여 오사카 역부터 영업 거리를 계산하도록 하는 특례가 있다 (3.8km를 계산에서 제외함).
- JR의 역은 제 4회 긴키의 역 백선에 선정되었다.
- 11, 12번 플랫폼의 특급 열차 발착시에 한하여, 플랫폼에서 직원이 발차 벨을 취급한다.
- 보컬 그룹 '고스페라즈'는 이 역에서 발견한 원거리 연애 커플에서 생각을 얻어 '신오사카'를 작곡, 가창하였다 (2003년 10월 22일 발매).
- 역 상공이 이타미 공항에의 착륙 경로에 해당하는 탓에 4층인 신칸센 플랫폼에서는 공항에 들어가려는 저공 비행 항공기를 목격 할 수 있다.
- 특급 '구로시오'의 차내 발차 차임은 오사카의 지역 노래인 '오사카 로망'이 사용되고 있다.
- 1일 평균 약 3,600대의 택시가 모이지만, 이 역과 미도스지 선을 잇는 진입로는 2차선에 불과하다. 때문에 승객들이 대기하는 쪽의 택시가 일렬로, 승객을 내리는 택시가 일렬로 점ㅇ하고 있기 때문에, 막차시간 부근에는 만성적으로 진입로 혼잡이 발생하고 있다. 이 영향으로, 금요일 막차 시간에 내렸는데 막차를 놓치는 사람이라던가, 이를 피하기 위해 택시에서 내려 진입로를 달려오는 사람들이 자주 보인다. 때문에, 일본 국토 교통성 긴키 운수부와 오사카 부내의 택시 협회에서는 2008년 6월 5일부터 승객 대기 택시의 진입 규제를 실시하고 있다. 주변의 혼잡이 심한 목요일과 금요일에 한하여, 차량 2부제를 실시하고 있다. 단, 업계의 자율적 규제이기 때문에 죄에 해당하지는 않고, 운수국이 위반한 사업자 명과 운전사 명을 공개하는 것으로 그치고 있다[9]. 최초 실시 일이었던 6월 5일에는 종래의 택시가 승객을 태우기까지 한 시간 정도 기다려야 했지만, 5분에서 10분정도로 단축시키는 효과가 있었다고 한다[10]. 운수국에서는 하차용 차선을 2차선으로 증설할 것을 계획하고 있다[9].
- 2005년 7월 26일에, 신체에 악영향을 미친다고 알려져 문제가 된 석면이 3층의 콩코스에 사용되었던 것으로 판명되어, 2018년에 역 개량 공사가 완료되어 제거되었다.

## 승강장

### 신칸센
도카이도 신칸센과 산요 신칸센 승강장은 4층에 있다.
- 관할 철도 회사: 도카이 여객철도, 서일본 여객철도
- 승강장 형태: 혼합식 승강장(섬식 승강장 3면 6선, 단선 승강장 1면 1선)

### 기존선
- 관할 철도 회사: 서일본 여객철도
- 승강장 형태: 섬식 승강장 4면 8개

### 미도스지 선
- 관할 철도 회사: 오사카 시 교통국
- 승강장 형태: 섬식 승강장 1면 2개

## 인접역 정보
| ■ 오사카 메트로 미도스지선 | ■ 오사카 메트로 미도스지선                                                           | ■ 오사카 메트로 미도스지선                      |
| --- | ------------------------------------------------------------------------------------ | ----------------------------------------------- |
| M12 히가시미쿠니 에사카·센리추오 방면 | ● 미도스지 선 ( M13 )                                                                | 니시나카지마미나미가타 M14 덴노지·나카모즈 방면 |
| 서일본 여객철도 도카이도 본선 |                                                                                      |                                                 |
| 다카쓰키 마이바라·쓰루가 방면 | ● JR 교토 선 ■ 신쾌속                                                                | 오사카 산노미야·히메지 방면                     |
| 이바라키 교토·마이바라 방면 | ● JR 교토 선 ■ 쾌속                                                                  | 오사카 산노미야·히메지 방면                     |
| 히가시요도가와 다카쓰키·교토 방면 | ● JR 교토 선 ■ 보통                                                                  | 오사카 산노미야·니시아카시 방면                 |
| 서일본 여객철도 화물 지선 |                                                                                      |                                                 |
| 시·종착역 | ● 우메다 화물선 경유 한와 선 직통 ■ 쾌속 (와카야마 방면으로만)·■ B쾌속 (도착 열차만) | 니시쿠조* 덴노지·와카야마 방면                  |
| 도카이 여객철도·서일본 여객철도·큐슈 여객철도 도카이도 신칸센·산요 신칸센·큐슈 신칸센                                                             |                                                                                      |                                                 |
| 교토 나고야·도쿄 방면 | ● 도카이도 신칸센·산요 신칸센                                                        | 신코베 히로시마·하카타·가고시마 방면            |
| *당역 - 후쿠시마 역은 우메다 화물선, 후쿠시마 역 - 니시쿠조역간은 오사카 순환선 경유. 참고로 우메다 화물선에는 화물역인 우메다역이 위치하고 있다. |                                                                                      |                                                 |